# KEiiNO
KEiiNO ist eine norwegische Band. Sie vertrat Norwegen beim Eurovision Song Contest 2019.

## Geschichte
Die Band selbst wurde im August 2018 in Oslo für den Melodi Grand Prix 2019 gegründet. Ihre Mitglieder sind der Joik-Sänger und Rapper Fred Buljo, die Sängerin Alexandra Rotan und der Sänger Tom Hugo Hermansen. Die Bandmitglieder kannten sich vorher nicht. Der Name der Band wurde von Fred Buljos Heimatort Kautokeino abgeleitet. Der Namensbestandteil „-keino“ steht dabei für das nordsamische Wort für „Weg“. Laut Buljo soll damit auch der Weg, der die Mitglieder zusammenführte, im Bandnamen ausgedrückt werden.
Im Januar 2019 wurde die Band als Teilnehmerin am Melodi Grand Prix 2019, also dem norwegischen Vorentscheid für den Eurovision Song Contest, bestätigt. Sie trat dort mit dem Lied Spirit in the Sky an und gewann das Finale am 2. März 2019. Die Gruppe vertrat damit Norwegen beim Eurovision Song Contest 2019 in Tel Aviv, Israel. Ihr Lied wurde dabei vom historischen Kampf für Gleichberechtigung unabhängig von Ethnizität, Geschlecht, sexueller Orientierung und Identität inspiriert. Es wurde von den Gruppenmitgliedern selbst, dem Finnen Henrik Tala und Alex Olsson geschrieben. Es verbindet Pop, Joik, Elektronische Popmusik und EDM. Im Finale des Eurovision Song Contests erreichten sie dort als Sieger des Televotes den sechsten Platz.
Beim samischen Musikpreise Sami Music Awards gewannen sie im Februar 2020 Preise in zwei Kategorien. Am 27. März 2020 veröffentlichte die Gruppe ihr Debütalbum Okta. Im Januar 2021 wurde bekannt gegeben, dass KEiiNO mit dem Lied Monument beim Melodi Grand Prix 2021 antreten werde. Die Gruppe erreichte dort das Finale der besten zwei Beiträge, unterlag jedoch dem Sänger TIX. Im Jahr 2024 nahm das Trio mit dem Lied Damdiggida am Melodi Grand Prix 2024 teil. Im Finale erreichte KEiiNO hinter Gåte den zweiten Platz.

## Mitglieder
- Tom Hugo Hermansen (* 1979), Sänger
- Fred Buljo (* 1988), Rapper und Joiker
- Alexandra Rotan (* 1996), Sängerin

## Auszeichnungen
- 2020: Sami Music Awards (Produzent des Jahres)
- 2020: Sami Music Awards (Offene Klasse)

## Diskografie

### Studioalben
- 2020: Okta
- 2021: Okta Deluxe

### Singles
- 2019: Spirit in the Sky
- 2019: Shallow (Cover, NO: Platin)
- 2019: Only Teardrops (Acoustic-Cover)
- 2019: Praying
- 2019: Vill ha dig (Cover)
- 2019: Dancing in the Smoke
- 2019: Storbyjul (Cover)
- 2020: Colours
- 2020: Black Leather (feat. Charlotte Qamaniq)
- 2020: Would I Lie (& Electric Fields)
- 2020: Transarctic Lover (& Sordal)
- 2020: A Winter's Night
- 2021: Monument
- 2021: Unbreakable (NO: Gold)
- 2021: Summer Of My Life
- 2021: Drivers License (Cover)
- 2021: Addjas[15]
- 2021: End of Time (Taste of Heaven)
- 2021: Venus
- 2021: A New Beginning (feat. Peder Elias)[16]
- 2024: Damdiggida